# 自由萬歲
《自由萬歲》（英語：Hail Freedom）是香港麗的電視製作的電視劇集，在1981年6月首播，共10集，由李兆熊擔任監製，程潔茵擔任編審，主演有林國雄、黎漢持、梁小龍、容惠雯、黃植森、秦沛、韓義生等。
故事以一所監獄內發生的事情為主線，描述監犯的所作所為與監獄制度、管理人員的態度，當中發生的事故曲折引人入勝。

## 主要演員
- 林國雄 飾 凌可人
- 黎漢持 飾 譚國強
- 梁小龍 飾 王家賜
- 容惠雯 飾 凌可楓
- 黃植森 飾 馬滔
- 秦　沛 飾 掙爆
- 韓義生 飾 亨sir
- 楊　安 飾 哈sir
- 馮　真 飾 Mimi Wong
- 陳婉薇 飾 林美玉
- 陳植槐 飾 亞丙